# Zibby Oneal
Zibby Oneal (Omaha, 17 marzo 1934 – Ann Arbor, 23 gennaio 2025) è stata una scrittrice statunitense.

## Biografia
Nata nel 1934 ad Omaha, in Nebraska, dal 1952 al 1955 ha frequentato l'Università di Stanford e ha conseguito un B.A. all'Università del Michigan.
Autrice di libri per ragazzi, nelle sue opere ha affrontato temi quali la morte, la malattia mentale, i primi innamoramenti, le problematiche in famiglia e i diritti delle donne prediligendo protagoniste femminili.
Sposata con un chirurgo plastico dal quale ha avuto due figli, è stata insegnante d'inglese all'Università del Michigan.
Nel 1983 il romanzo A Formal Feeling è stato finalista al National Book Award per la letteratura per ragazzi e nel 2002 ha ottenuto il tardivo riconoscimento del Premio Phoenix, mentre il romanzo  In Summer Light ha vinto due premi dell'American Library Association.

## Opere principali

### Romanzi
- War Work (1971)
- The Improbable Adventures of Marvelous O'Hara Soapstone (1972)
- L'isola del pesce rosso (The Language of Goldfish, 1980), Milano, Editoriale nuova, 1981 traduzione di Maria Gallone - Nuova ed. Novara, De Agostini, 1982 traduzione di Maria Gallone
- A Formal Feeling (1982)
- In Summer Light (1985)

### Libri illustrati
- Turtle and Snail (1979)
- Maude and Walter (1985)

## Premi e riconoscimenti
- National Book Award per la letteratura per ragazzi: 1983 finalista con A Formal Feeling
- Premio Phoenix: 2002 vincitrice con A Formal Feeling